# 风速计
風速計是一種測量風速的儀器。通常分為風葉型（風車型）和風杯型。氣象站使用的是風杯型的，一般安装在离地10米高的杆子上，四周应空旷。根据一定时间内风杯的转速，可算出平均速度。